# Johan Hendrik Koelman
Johan Hendrik Koelman, né le 22 janvier 1820 à La Haye et mort le 1er février 1887 à Rome, est un peintre néerlandais.

## Biographie
Johan Hendrik Koelman naît le 22 janvier 1820 à La Haye.
Il est le fils d'un maître menuisier et le frère de Johan Daniel et Johan Philip Koelman. Élève de l'Académie de La Haye (1841-1843) et de Cornelis Kruseman, il fait preuve très jeune de remarquables aptitudes artistiques.
Johan Hendrik Koelman meurt le 1er février 1887 à Rome.